# Laurens van Steenwinkel
Laurens (Lauwereys) van Steenwin(c)kel (* ca. 1517 in Antwerpen; † Herbst 1585) war ein niederländischer Baumeister sowie Stadtbaumeister von Emden. Er ist das älteste bekannte Mitglied der flämischen Baumeister-Familie Steenwinkel.

## Leben
Er war 1565 Baumeister Rathauses von Antwerpen (das bildete später das Vorbild des Emder Rathauses). Im Jahr 1567 zog Herzog von Alba in Antwerpen ein, um dort die Protestanten zu vernichten. Steenwinkel floh noch im gleichen Jahr nach Ostfriesland und ließ sich in Emden nieder. Dort wurde er bald als „stadt muermester“ d. h. Stadtbaumeister geführt.
In Emden führte er eine ganze Reihe von Bauten aus (die heute nicht mehr erhalten sind), denn die Stadt war reich und wollte sich befestigen. So baute er das Boltentor und das Wachhaus des Thyenturms. 1569 errichtete er zusammen mit dem Groninger Steinmetz Rotger von Bentheim das Zeughaus am Falderntor. Auch eine Geschützgiesserei wurde von Steenwinkel gebaut. Seine bedeutendsten Auftrag erhielt er 25. Januar 1574, das Emder Rathaus. Steenwinkel entwarf es nach Vorbild des Antwerpener Rathauses. Der Stadtzimmermann Marten Arens machte dazu die notwendigen Holzarbeiten. Auch sein Sohn Hans war bereits an den Arbeiten beteiligt.
Der letzte Bau von Steenwinkel war das Emder Zollhaus das 1583/84 erbaut wurde. Kurz vor seinem Tod machte er dann noch Ausbesserungsarbeiten an der Großen Kirche und an der Stadtmauer.

## Familie
Steenwinkel heiratete am 14. August 1540 Alyt van Dale (1524–1560?). Das Paar hatte mehrere Kinder, darunter den Sohn Hans van Steenwinckel der Ältere.